# 费瑟维莱尔
费瑟维莱尔（法語：Fessevillers）是法国杜省的一个市镇，属于蒙贝利阿尔区（Montbéliard）迈克县（Maîche）。该市镇总面积6.16平方公里，2009年时的人口为175人。

## 人口
费瑟维莱尔人口变化图示